# Monomma giganteum angolense
Monomma giganteum angolense es una subespecie de coleóptero de la familia Monommatidae.

## Distribución geográfica
Habita en Angola.